# 니더베닝엔역
니더베닝엔역(독일어: Niederweningen)은 스위스 취리히주와 니더베닝엔 지자체에 있는 터미널 기차역이다. 역은 지자체와 주의 경계에 가까운 벤탈 철도 노선에 위치하고 있으며, 취리히 S-반 노선 S15의 종점 역할을 한다.
니더베닝엔역과 라인의 끝은 원래 니더베닝엔 도르프역이 점유하고 있는 위치인 니더베닝엔의 중심에 더 가깝다. 1938년에 이 노선은 부히어 인더스트리즈에 서비스를 제공하기 위해 주 경계 쪽으로 약 1km 연장되었으며, 새 터미널은 이전 터미널의 이름을 유지했다.
역에는 미그로 소유의 미그로리노 체인의 일부인 편의점도 통합된 현대적인 역 건물이 있다. 농업 및 산업 기계 제조업체인 부히어 인더스트리즈는 더 이상 철도가 운행되지 않지만, 일부 측면은 여전히 볼 수 있다.

## 서비스
다음 서비스는 니더베닝엔에서 정차한다.
- 취리히 S-반 S15 : 라퍼스빌까지 30분 운행.